# Теводрос II
Теводрос II (гиз: ቴዎድሮስ), знан и као Теодор II (око 1818. – 13. април 1868), био је етиопски цар (негуш негасти) од 1855. до своје смрти 1868. године.
Његова владавина често се означава као прекретница и почетак нове модерне уједињене Етиопије. До њега је трајало раздобље звано Земене Месафинт (Доба принчева). Тада је царство било разједињено унутрашњим борбама.

## Биографија

### Младост
Касај Хајле Георгис рођен је у породици етиопског племића Хајле Георгиса Волде Георгиса из Квара у покрајини Дембија. Још док је био дете, родитељи су му се развели, те се Касај с мајком Воизеро Атитегеб Вондбевосен одселио мајчиној породици у Гондар. Недуго након тога, умро му је отац.

### Успон на власт
Кад се Касај Хајле Георгис родио, Етиопија је била растрзана грађанским ратовима. Тај период етиопске историје познат је као Земене Месафинт или „Доба принчева“. Током овог раздобља, бројни покрајински негуши борили су се један против другог за увећање своје територије и власт. Поделили су се у приватне кланове и водили сталне ратове. Етиопски цар био је њихова марионета, који је столовао у Гондару. Цар је био избор једног од моћника који би владао Гондаром, а затим би ускоро био свргнут с престола од стране неког другог покрајинског моћника, који би у том тренутку имао већу моћ. Он би си одабрао неког другог члана царске породице.
Покрајинама Гоџам и Шоа владали су огранци царске династије, а владари Шое почели су да себе држе за независне краљеве, који уопште не потпадају под никакву вишу царску власт. Његов успон на престо ишао је преко уништења многих покрајинских моћника.
Касај је успон на власт започео као одметник, али након што је окупио доста следбеника, вратио се у очев феудални посед Квар, те убрзо овладао целом покрајином Дембија. Добрим поступцањем према својим поданицима, добио је и њихову подршку и скренуо на себе пажњу осталих великаша.
У међувремену, по већ уходаном правилу, Рас Али II од Беџемдера поставио је за етиопског цара у Гондару свог фаворита Јоханеса III. Чак га је присилио да се ожени његовом мајком Менен Либен Амеде. Та жена је била стварна владарица у сенци, иза свог мужа и сина. Она је уредила да се млади Касај ожени за њену унуку Тевабеч Али, те да му се додели наслов војног заповедника дејазмача. Тиме је хтела да га чвршће веже уз свог сина и себе.
Теводрос се 1852. побунио против Рас Алија и у наредне три године победио сваку војску коју би Рас Али и царица послали против њега (битка код Гур Амабе, битка код Такусе, битка код Ајшала и битка код Амба Јебели). Након битке код Ајшала заробио је Рас Алија и његову мајку царицу Менен, те објавио да скида с престола марионетског цара Јоханеса III. Затим је кренуо с војском на обрачун са својим јединим преосталим ривалом дејазмачем покрајине Семиен Вубе Хајле Маријамом. Након што је поразио Вубе Хајле Маријама, Касај је био окруњен за етиопског цара од стране абуне Салама III у цркви Дерасге Маријам 11. фебруара 1855. године. За своје царско име одабрао је Теводрос II, наводно и зато да се испуни пророчанство да ће човек по имену Теводрос вратити славу и величину Етиопског царства.

### Власт
Теводрос је за време своје владавине настојао да уједини и осувремени Етиопију. У неколико година успео је силом да поврати власт над одметнутим покрајинама Шоа и Гоџам, Воло, Тиграј, Беџемдер и Семиен.
Преселио је главни град царства из Гондара, првобитно у Дебре Табор, а касније у Магдалу. Теводросова владавина била је дефинитивни крај међусобних борби, његов двор у Магдали постао је удобна тамница многих развлашћених аристократа. Међу осталима, држао је заточеног и Сахле Марјама, будућег цара Менелика II.
Смрт његове вољене жене царице Тевабеч Али, тешко је потресла Теводроса II и утицала на промену његова понашања. Поновно се оженио за кћер свог смртног непријатеља дејазмача Вубе Хајле Маријама. Његова нова жена Тируворк Вубе била је охола и поносна жена, која је лагано презирала свог мужа, тако да њихов брак није био нека срећа.
Теводрос је страховао од својих северних суседа, муслиманских султаната, те је писао бројним европским монарсима молећи их за подршку. Тако је написао и писмо британској краљици Викторији, које је требало лично да уручи британски конзул у Етиопији, капетан Чарлс Данкан Камерон.
Када је Камерон обавестио своје Министарство спољних послова о садржају писма, они су га упутили да га једноставно пошаље уобичајеном поштом, а да уместо за Лондон проследи за Судан и испита на лицу места постоји ли још трговина робљем. Но кад се вратио у Етиопију, и изнио Теводросу да није однео писмо у Лондон, овај се тешко наљутио на њега, упркос силном уверавању да ће му ускоро да стигне одговор. Но његово писмо је једноставно запело у Британском министарству спољних послова у Лондону. Првобитно је дуго било на чекању, па је потом послано у Индију (која је у међувремену постала место на којем се одлучује о Етиопији) и тамо је једноставно гурнуто у неку ладицу на чекање.
Након што је две године стрпљиво чекао одговор, који није стизао, Теводрос се толико изнервирао да је заточио конзула Камерона и све затечене британске грађане по Етиопији, али и бројне друге Европљане. Надао се да ће тако коначно да привуче Викторијину пажњу. Међутим, својим поступком привукао је једино пажњу новинара, који су га почели да га оцрњују и приказују као дивљака.

### Британска војна експедиција у Абисинији 1868.
Британци су потом послали једну дипломатску мисију у Етиопију коју је водио Хормузд Расам британски грађанин ајсорског порекла, он је коначно донео одговор краљице Викторије, али је Теводрос видео да се његовој молби није удовољило, јер међу члановима мисије није било експерата и квалификованих радника за које је Теводрос молио краљицу да му пошаље за помоћ.
Дубоко увређен британским поступком, Теводрос је утамничио и ову мисију. Но овај последњи чин кршења дипломатског имунитета навео је Британце да пошаљу у Етиопију једну војну експедицију 1868. под заповедништвом Роберта Нејпијера (будући фелдмаршал и барон од Магдале) да се пробије преко планинских путева (644 км) до Теводросове тврђаве у Магдали и да покуша ослободити заточенике. Британци су на свом тајном путу из црвеноморске Зејле до Етиопске висоравни имали бројне локалне помагаче, који су им служили као водичи и опскрбљивачи. Међу осталим, њихов помагач био је и Јоханес Касај, будући етиопски цар Јоханес IV.
Када је британска експедиција дошла до Магдале 10. априла 1868, тамо су их дочекале јединице верне цару Теводросу (наводно чак 9000 људи). Британци су их поразили, изгубивши притом само 2 своја војника. Затим је поражени Теводрос, којег су почели да напуштају његови деморализовани стажари и војници, ослободио своје затворенике, али је одбио да се преда Британцима као њихов заробљеник, те је радије извршио самоубиство 13. априла 1868. године. Нејпијерови војници су побили све преостале људе верне цару, запалили његову тврђаву Магдалу, покупивши све вредно што се нашло (то се и данас налази по британским збиркама).

## Наследници
Његова удовица Тируворк и син Теводрос Алемајеху, узети су као таоци с намером да их се одведе у Енглеску. Тируворк је умрла на дугом путу до црвеноморске обале, а малолетни Алемајеху одведен је у Енглеску где је касније умро 1879. године у доби од 18 година.
Занимљиво је да се помене како је Теводрос силно желео да придобије стручњаке из Европе у своје сиромашно планинско царство, тако је једну од својих ћерки оженио за швајцарског војног инжењера. Та грана његове породице се затим скрасила у Русији. Њихов потомак је славни британски глумац Питер Устинов, који је на неки начин Тевордосов прапраунук.